# Kapilarnost
Kapilarnost je pojava podizanja ili spuštanja razine tekućina uz rub uskih cijevi (kapilara) uzrokovana silama adhezije i kohezije. U uskim cijevima, gdje je površina tekućine velika prema obujmu (volumenu) tekućine, vrijednosti površinskih sila i gravitacije postaju usporedive i razina tekućine u cijevi može se podizati (kapilarna elevacija) ili spuštati (kapilarna depresija). Tekućina koja moči stijenke kapilare (adhezija veća od kohezije, na primjer voda u staklenoj posudi) podizat će se, a tekućina koja ne moči stijenke kapilare (kohezija veća od adhezije, na primjer živa u staklenoj posudi) spuštat će se. Objašnjenje kapilarnosti kao i matematičku teoriju oblika površine tekućine dali su u svojim radovima Thomas Young (1804.), Pierre-Simon Laplace (1806.), Carl Friedrich Gauss (1830.) i Siméon Denis Poisson (1831.).
Kapilare su vrlo tanke cjevčice koje, uronjene u tekućinu, pokazuju neke naročite pojave. Utaknemo li takvu kapilaru u vodu ili neku drugu tekućinu, vidjet ćemo da tu ne vrijedi zakon o spojenim posudama. Tekućina ne stoji u kapilari u istoj razini kao u širokoj posudi već više ili niže. To je posljedica kohezije ili adhezije. Površina tekućine u kapilari zove se menisk (lat. meniscus < grč. μηνίσϰος: mali mjesec), koji može biti udubljen (konkavan) ili ispupčen (konveksan), što ovisi o tome da li je veća adhezija ili kohezija. Kohezija i adhezija daju rezultantu na koju se površina tekućine uvijek postavlja okomito. Ako je kohezija veća od adhezije, menisk je konveksan i tekućina ne moči stijenke posude, na primjer kod žive u staklenoj kapilari gdje živa stoji niže nego u širokoj posudi. Ako je adhezija veća od kohezije, menisk je konkavan, tekućina moči stijenke posude, na primjer slučaj kod vode u staklenoj kapilari gdje voda stoji više nego u širokoj posudi. Ovo svojstvo tekućina da stoje u kapilarama više, odnosno niže nego u širokoj posudi naziva se kapilarnost. Na tome se osniva svojstvo na primjer fitilja da upija tekućinu. Svojstvo kapilarnosti omogućuje i vlazi da se diže kroz stabljike biljke. Visina do koje se digne tekućina u kapilarnoj cijevi je to veća, što je cijev uža, a to manja što je cijev šira. 
Kapilarne pojave mogu se objasniti i površinskom napetošću tekućine. U cijevi u kojoj tekućina moči stijenku, površinska napetost, koja djeluje na molekule na površini, ima rezultantu prema gore, pa se tekućina uz stijenke diže. Kod tekućina koje ne moče stijenke cijevi, površinska napetost daje rezultantu prema dolje i tekućina uz stijenke stoji niže.

## Objašǌeǌe
Kapilarnost se objašǌava pojavom da se zbog različitih sila adhezije između tekućine i površine posude, odnosno površinske napetosti tekućine, dolazi do toga da površina tekućine nije potpuno vodoravna, već se uz rubove posude zakrivǉuje da bi sa zidom posude zatvorila dodirni kut. Dodirni kut ovisi o kombinaciji materijala, dakle o upotrebǉenoj tekućini i materijalu posude. Što su zidovi posude bliže, zakrivǉeǌe površine tekućine, koje je inače primjetno samo uz rub posude, počiǌe vidǉivo zahvaćati cijelu površinu tekućine u uskoj posudi. Ako je zakrivǉeǌe takvo da se tekućna izdiže uz rub posude, tada će se tekućina dizati u vis toliko visoko dokle god se težina izdignutog stupca tekućine ne izjednači silom kojom ga kapilarnost izdiže. Vrijedi i obratno, za neke kombinacije tekućina i materijala posude, tekućina će se kapilarno spuštati ispod razine koju bi normalno zauzimala.

## Primjeri
Kapilarnost je zanimǉiva kod nekoliko prirodnih pojava: kapilarno gibanje tekućina kroz uske cjevčice (kapilare) u živim organizmima, čime se postiže da tekućine dosižu do na primjer visokih dijelova biljaka, te kapilarno kretanje tekućina između sitnih zrnaca tla, čime se postiže da tekućina iz vlažnijeg dijela tla dosiže i suše dijelove tla. Također, ona je uzrok toga da materijali puni sitnih otvora (na primjer spužve, tkanine, papirnati ručnici) upijaju u sebe tekućine.